# Denis Thériault

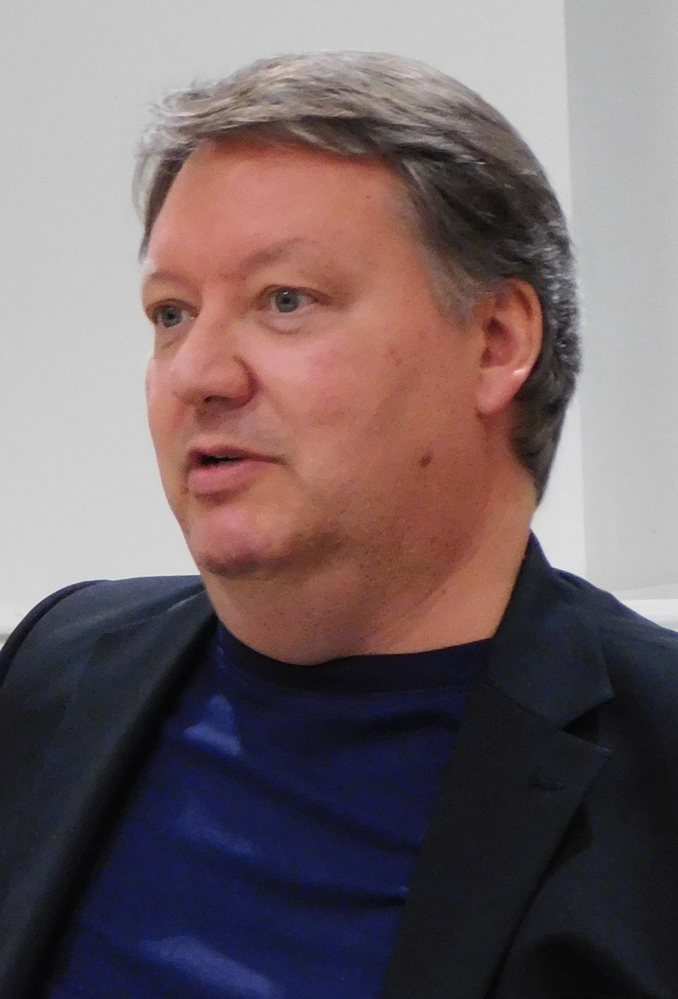
Denis Thériault (2016)

Denis Thériault (* 24. August 1959 in Sept-Îles) ist ein kanadischer Schriftsteller und Drehbuchautor. Er absolvierte ein Studium der Psychologie in Ottawa und war als Schauspieler, Conférencier und Regisseur am Theater tätig, bevor er mit großem Erfolg als Drehbuchautor arbeitete und schließlich begann, Romane zu schreiben. Seine Bücher sind mittlerweile neben der französischsprachigen kanadischen Originalausgabe in China, Deutschland, Frankreich und Großbritannien erschienen. Heute lebt Denis Thériault mit seiner Familie in Montreal.
Sein Debüt L'Iguane (dt. Das Lächeln des Leguans) wurde mit dem Prix Anne-Hébert und dem Prix Quebec-France/Jean-Hamelin ausgezeichnet. Sein zweiter Roman Siebzehn Silben Ewigkeit, eine poetische Liebesgeschichte, löste bei Leserschaft wie bei Kritikern ein positives Echo aus. und  wurde im Jahre 2006 mit dem Prix littéraire Canada-Japon ausgezeichnet. 2012 erschien sein drittes Buch, der Roman La fille qui n'existait pas (dt. Mich gibt es nicht) gleichzeitig in Kanada und in deutscher Übersetzung.
Im Herbst 2010 lebte der Autor für drei Monate im Rahmen des Bayern-Quebec-Austausches als Stipendiat der Landeshauptstadt München in der Villa Waldberta am Starnberger See.

## Bücher
- L'Iguane. Éditions XYZ, Montréal 2001
  - Übers. Saskia Bontjes van Beek:[5] Das Lächeln des Leguans. Roman. dtv premium, München 2010, ISBN 978-3-423-24823-5
    - Rezension, Alice Werner: Eine ozeanische Geschichte. Denis Thériault, "Das Lächeln des Leguans". Neues Deutschland, 27. November 2010 Volltext
- Le facteur émotif. XYZ, Montréal 2007
  - Übers. Saskia Bontjes van Beek: Siebzehn Silben Ewigkeit. Roman. dtv premium, München 2010, ISBN 978-3-423-24743-6
    - Rezension, Christina Matte: Zeit in Schleifen. "Siebzehn Silben Ewigkeit". Neues Deutschland, 28. November 2009 Volltext
- La fille qui n’existait pas. XYZ, Montréal 2012
  - Übers. Saskia Bontjes van Beek: Mich gibt es nicht. Roman. dtv premium, München 2012, ISBN 978-3-423-24947-8
    - Rezension, Jeannette Villachica: Bücher in Kürze, in WZ, 2. Februar 2013 Volltext